# Avenida Víctor Malásquez Chacaltana
La avenida Víctor Malásquez Chacaltana es una de las principales avenidas del distrito de Pachacámac, en la ciudad de Lima, capital del Perú. Se extiende de norte a sur, a lo largo de 16 kilómetros, aproximadamente. Permite la conexión del distrito de Pachacámac y de la localidad de Manchay, con los distritos de La Molina y Cieneguilla. Asimismo, es la principal vía de comunicación de la ciudad de Lima con el valle de Lurín.
En 2020, la avenida fue remodelada integralmente por la Municipalidad de Lima. Cuenta con una ciclovía en la berma central, en el tramo comprendido por las calles 38 y Las Palmeras, a la altura del Mercado Collanac. Esta ciclovía tiene una extensión de 1.90 kilómetros.

## Recorrido
La avenida se inicia en la avenida La Molina del distrito de Pachacámac, específicamente, en la intersección conocida como la Curva de Manchay. A partir de allí, la vía asciende hacia el centro poblado de Manchay. En todo este tramo, la avenida posee una gran variedad de restaurantes, y centros educativos y recreativos. Posteriormente, desciende gradualmente hasta el valle de Lurín. A partir de la intersección con la avenida Paul Poblet, atraviesa los centros poblados de Manchay Bajo, Picapiedra y Guayabo. Desemboca en el puente Quebrada Verde, que cruza hacia la margen izquierda del río Lurín.